# 南京财经大学
32°05′16.92″N 118°45′16.46″E / 32.0880333°N 118.7545722°E

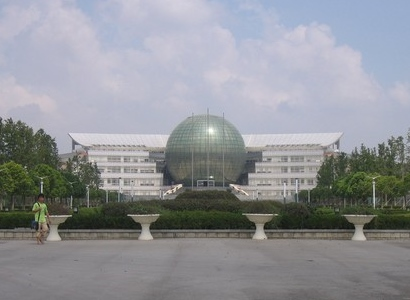
南京财经大学仙林校区

南京财经大学（简称南财）是以经济管理类学科为主，兼有经济学、管理学、法学、工学、文学、理学等学科的江苏省属重点建设大学，属全日制普通本科高等学校。福建路、仙林两校区位于江苏省南京市，另有句容市下蜀镇桥头的桥头校区，占地面积119.84万平方米。南京财经大学由国家粮食局与江苏省人民政府共建，入选江苏省高水平建设大学。

## 历史[1]
- 1956年12月13日，创办粮食部南京粮食中等专业学校。
- 1957年4月2日，更名为粮食部南京粮食干部学校。
- 1959年4月15日，更名粮食部南京粮食学校。
- 1973年10月28日，更名为江苏省粮食学校。
- 1979年10月29日，更名为南京粮食学校。
- 1981年7月11日，更名为南京粮食经济学院。
- 1993年5月6日，更名为南京经济学院。
- 1999年10月26日，合并南京物资学校（1964年12月16日成立）
- 2000年2月15日，南京经济学院、江苏财经高等专科学校（前身为1985年10月创办的江苏省会计专科学校，并于1991年11月16日更为此名）、江苏经济管理干部学院（创办于1985年5月15日），合并组建新的南京经济学院，并于16日筹建南京财经大学。[2]
- 2003年4月28日，经教育部批准更名为南京财经大学。[3]

## 院系
- 经济学院
- 财政与税务学院
- 金融学院
- 国际经贸学院
- 会计学院
- 工商管理学院
- 营销与物流管理学院
- 公共管理学院
- 管理科学与工程学院
- 法学院
- 食品科学与工程学院
- 信息工程学院
- 应用数学学院
- 外国语学院
- 新闻学院
- 艺术设计学院
- 马克思主义学院